# パットナム郡 (ニューヨーク州)
パットナム郡（英語：Putnam County）は、アメリカ合衆国ニューヨーク州の郡である。マンハッタンの北80㎞、ロウアー・ハドソン・リバー・バレーに位置する。人口は9万7668人（2020年）。ニューヨーク都市圏の一部で、郡庁所在地は、カーメル・ハムレットである。
1812年にダッチェス郡から分離して誕生した。名称は、フレンチ・インディアン戦争の英雄であり、アメリカ独立戦争時には将軍となったイズラエル・パットナムに敬意を示して名付けられた。2000年国勢調査によれば、パットナム郡は最も豊かな郡の1つで、平均家計収入では11位、1人当たりの所得では47位だった。

## 歴史
ニューヨーク・コロニー（州の前身）が1683年に、州内の12の郡を設立した際、パットナム郡はダッチェス郡の一部だった。さらに、現在のコロンビア郡である2つの町もダッチェス郡に含まれていた。ダッチェス郡は、1713年までアルスター郡に取りまとめられていた。
1609年には、ワッピンガーと呼ばれるネイティブ・アメリカンが、ハドソン川の東側に居住していた。彼らは、ハドソン・バレーの豊かな土地で、魚を採ったり、作物を栽培したりしていた。彼らはたびたびオランダの貿易者と会い、アルコールや火器などを得ていた。
1691年、オランダの貿易者が、パットナム郡の地域をワッピンガーから購入している。6年後、貿易者は裕福なオランダ人—アメリカの商人であるアドルフ・フィリップス。この人物は、ハドソン川からコネチカット州との境界線までの土地に対して、王の特許を得ている—に、フィリップス・バテントとして知られる地域を売っている。
1737年、ダッチェス郡の南部地域のフィリップス・パテントを植民地会議が指定し、マサチューセッツ、コネチカット、ロングアイランド及びロウアー・ウェストチェスターの農場で移民を受け入れ始めた。アドルフ・フィリップスの死後、1754年にパテントは、メリー・フィリップス、フィリップ・フィリップス、スザンナ・フィリップス・ロビンソンという3人の相続人に引き継がれ、9つの土地に分割された。フレンチ・インディアン戦争中、ワッピンガーの多くは、マサチューセッツ州のストックブリッジへ行った。
パットナム郡の領域が決まるのは、ハドソン・バレーの他の地域より、2つの理由により遅かった。第1の理由として、郡の領域は私有地であり、居住するためには、フィリップスに収入の一部を払う必要があった。また、土地のほとんどが険しい岩地で、耕すのが難しく、農業には不適切であり、産業は酪農か林業に限られていた。しかし、一般の開発者がコネチカット州との曖昧な境界に沿い、開発を行い、議論により、この地域はフィリップスによって所有されないと考えた、ニューイングランドの農民達が、移住するようになった。コネチカット州との境界に関する問題には、植民地のニューヨークが、ハドソン川から東へ20マイルまでの領域を要求している。しかし、川の流れはわずかに台地の西に変わっており、東側2マイルのオブロングより少し狭くなっている。
初期に開発したのは、ヘイト家であった。彼らは、1720年にエルムと呼ばれる農場を設立した。ヤコブ・アビランドは、アビランド・ホローとして知られていたところを1731年に所有している。郡で最初の村は、フレデリックスバーグ村（現在のパターソン・ハムレット）だった。境界の問題は、独立戦争後解決された。オブロングは、ダッチェス郡の最も南東に位置し、町の2つの部分の1つとして組み込まれた。
初期の郡の別の部分は、今のダッチェス郡にあるリビングストンとベークマンの間にあり、フィリップスの土地の曖昧な北端に位置する三角形の地所だった。そのため、ルディングトンヴィルは、フィリップスの同意なしで成立している。
ダッチェス郡の人口増加や、郡庁所在地であったポキプシーから離れているという理由により、1812年にパットナム郡はダッチェス郡から分離し、独自の郡となった。さらに、パットナム郡はハドソン川に面しており、輸送が容易であることも、独立する要因となった。品物を運搬するボートは、主にピークスキル・ハロー・ロードを通り、ピークスキルで出荷されるか、コールド・スプリングでハドソン川から輸送された。冬に川が凍った際には、郡では少ない食品や品物のみしか持ってこられなかった。フィリップスタウン・ターンパイクは、コールド・スプリングからコネチカット州へ向かう有料道路で、1815年に完成した。この道路は、東部のパットナム郡の鉱山などから生産された鉄鉱石を輸送できた。有料道路の跡は、概略に辿ることができる：ルート301をコールド・スプリングからファーマーズ・ミルス・ロード、ホワイト・ポンド・ロード、ペックスヴィル、ホルムス・ロード、パターソン、クエーカー・ヒルズ・ロード、コネチカットへ。交通は、1840年に鉄道（すなわちハーレム線）が敷かれ、再び改善された。これにより、ニューヨーク市とパットナム郡との間がレールで繋がることとなった。当時、パットナム郡内にはハーレム線の駅が4つあった：ブリュースター駅、ダイクマンズ駅、トーナーズ駅、パターソン駅。現在では、ブリュースターとパターソンの2駅のみが残る。
パットナム郡は、南北戦争でも重要な役割を果たしている。郡の15〜55歳の住人の3分の1は、戦争時に軍で貢献している。南北戦争中は、産業や農業において、赤字に苦しんだ。鉄がハイランド山脈で見つかり、他の場所でも見つかる可能性があった。これは、農業にも非常に影響した。ニューヨーク市では、水の使用量が増加し、新しい水源を求めてハドソン・バレー一帯の探索が行われた。パットナム郡では、多くの農地で、貯水池による洪水が起こった。この農地、貯水池やその跡は、ニューヨーク市からの観光客を呼び寄せる景色の良い場所となった。
20世紀には、道が改善され、ニューヨーク市から多くの人が訪れるようになった。道路整備の一環として、世界恐慌中には、タコニック・ステート・パークウェイが建設された。これに伴い、美しい風景や安い宿に引きつけられた観光客が来るようになり、宿屋や別荘も増え、パットナム郡の人口は、夏の数ヶ月間、2倍にも膨れあがった。
第二次世界大戦後、パットナム郡はニューヨーク市の準ベッドタウンとなった。これにより、急速に開発が進んだ。しかし、郡の土地の多くは湿地や貯水池が近くにあり、これらの保護のために、開発は制限された。郡では、3人の郡政府行政官が就いている：デビッド・D・ブルーエン（1979-1986）、ピーター・C・アレクサンダーソン（1987–1990）、ロバート・J・ボンディ（1991–現在）。

## 行政

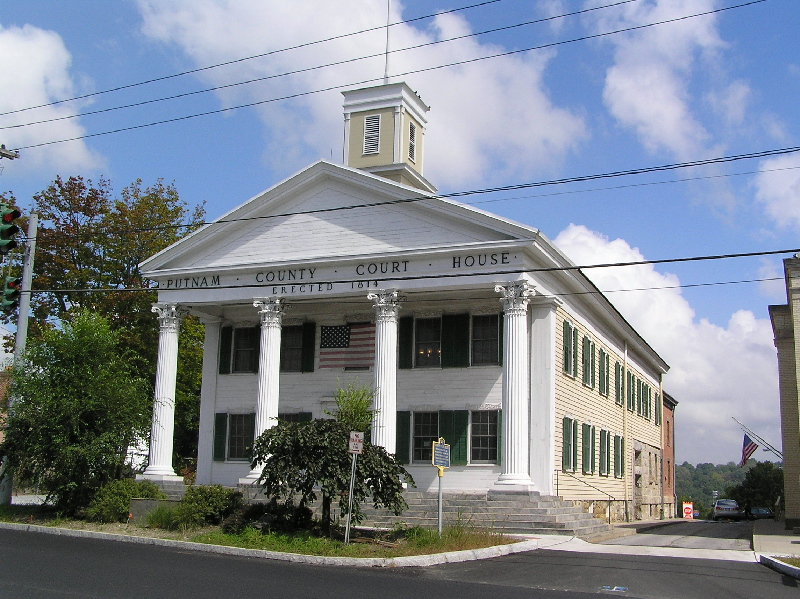
旧パットナム郡裁判所（1814年）

パットナム郡の政治の運営は、1977年11月に、郡の投票者により承認された郡特許状の中で概説されている。運営は、郡政府行政官と9人の郡会議員が行っている。現在の郡政府行政官は、メアリー・エレン・オーデルである。オーデルは、2011年11月に特別選挙で、ビンセント・L・レイベールを打ち破って当選した。レイベールは、2010年に、2つの連邦重罪を有罪としている。ニューヨーク州南部のアメリカ合衆国弁護士との司法取引に従い、レイベールは州議会議員を辞任し、2011年1月1日の郡政府行政官も仮定しなかった。郡政府行政官は郡全体から、郡議会議員はそれぞれの選挙区から選ばれる。
特許状形式の郡政府の事務は、6人から構成される監理委員会（各町から選ばれる）が担当する。

### 郡政府行政官
郡には過去に5人の郡政府行政官がいた。
| 名前                            | 政党   | 任期                          |
| ------------------------------- | ------ | ----------------------------- |
| デビッド・D・ブルーエン         | 民主党 | 1979年1月1日 - 1986年12月31日 |
| ピーター・C・アレクサンダーソン | 共和党 | 1987年1月1日 - 1990年12月31日 |
| ロバート・J・ボンディ           | 共和党 | 1991年1月1日 – 2010年12月31日 |
| ポール・J・エルドリッジ         | 独立党 | 2011年1月1日 - 2011年11月11日 |
| メアリー・エレン・オーデル      | 共和党 | 2011年11月11日 - 現在         |

### 郡議会議員
郡には9人の郡会議員のうち、8人は共和党、1人が民主党である。
- 01 - ヴィンセント・タマグナ (R)

- 02 - サム・オリベリオ・ジュニア (D)

- 03 - リチャード・T・オスマー・ジュニア (R), 代理

- 04 - メアリー・コンクリン (R), 議長

- 05 - カール・アルバーノ (R)

- 06 - ロジャー・S・グロス (R)

- 07 - ダニエル・G・バーミンガム (R)

- 08 - ディニ・ロブー (R)

- 09 - アンソニー・ディカルロ (R)[11]

郡議会議員の任期は3年で、2011年以来4回以上は連続で就任できない。議員の任期が、毎年3分の1ずつ終わるよう、少しずつずらして就任している。
| 議長                           | 政党   | 任期      |
| ------------------------------ | ------ | --------- |
| エセル・フォーケル*            | 共和党 | 1979      |
| ロバート・J・ボンディ          | 共和党 | 1980–1981 |
| レイモンド・M・マグワイア      | 共和党 | 1982–1983 |
| ケヴィン・L・ライト            | 共和党 | 1984–1985 |
| ジョセフ・G・ヒッキー          | 共和党 | 1986–1989 |
| ジム・ゴードン                 | 民主党 | 1990–1993 |
| ウィリアム・R・ベル            | 共和党 | 1994–1996 |
| アルネ・ノードストローム       | 共和党 | 1997      |
| マイケル・K・シーモ・ジュニア  | 共和党 | 1998      |
| トニー・ハイ                   | 共和党 | 1999      |
| アルネ・ノードストローム       | 共和党 | 2000      |
| ロバート・J・ポッジ            | 共和党 | 2001–2002 |
| ロバート・マクギガン・ジュニア | 共和党 | 2003–2005 |
| ダニエル・G・バーミンガム      | 共和党 | 2006–2007 |
| トニー・ハイ                   | 共和党 | 2008–2009 |
| ビンセント・M・タマグナ        | 共和党 | 2010–2011 |
| メアリー・F・コンクリン        | 共和党 | 2012–現在 |

- *郡議会議長は1979年1月1日から確立され、同時に議会も設立された。郡政評議会は前日に廃止され、1979年の議員は、6つの町の郡政評議会員が就任している。エセル・フォーケルは、ケント町の郡政評議会員であり、彼女の同僚によって、郡で最初の議長に選定された。

### 郡保安官
現在の保安官であるドナルド・B・スミスは、2002年に選ばれた。保安官事務局には、市民受付、パトロール部、海上部、オートバイ部、学校部、麻薬部などが含まれる。

### 政治
パットナム郡の米国下院議員では、共和党員であるナン・ヘイワースが代表される。彼は2010年に、議員であったジョン・ホールを破った。2012年には、ナン・ヘイワースが、ビル・クリントン元大統領のウエストウイング調査官であったショーン・パトリック・マロニーに反対している。
国家的には、パットナム郡では民主党の支持率が高い。2004年には民主党が、58%から35%、23パーセントポイントの大勝利をおさめた。

## 地理
パットナム郡は、ニューヨーク州の南西部の、ハドソン川とニューヨーク州・コネチカット州の境界線の間に位置している。また、ニューバーグの南東、ホワイト・プレインズの北に位置する。
アメリカ合衆国国勢調査局によれば、郡の面積は246平方マイル（640km2）であり、うち231平方マイル（600km2）は陸上、15平方マイル（39km2、6.08%）は水面積である。郡の土地はほとんどが（ハドソン川付近は特に）険しく、ハドソン高地の一部である。パットナム郡の最高地点は海抜約1,540フィート（469m）であるスコフィールド・リッジの4つの頂上である。また、最低地点は、ハドソン川に沿った地域である。ヘンリー・ハドソンに因んで名付けられたハドソン川では、昔からニューヨーク市からの物資が輸送されていた。

### 貯水池

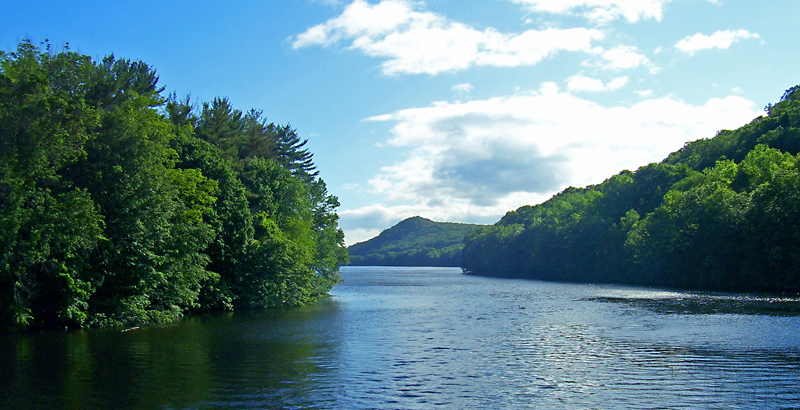
イースト・ブランチ貯水池

パットナム郡は、多くの貯水池があり、ニューヨーク市の水源として知られている。主な貯水池に、南東のボグ・ブルック貯水池、カーメルの南東のクロトン・フォールズ貯水池、南東のディベーティング貯水池、ブリュースターのイースト・ブランチ貯水池、南東のミドル・ブランチ貯水池、ケントとカーメルのウェスト・ブランチ貯水池、ケントのボイズ・コーナー貯水池がある。

### 近隣の自治体
- ダッチェス郡 (ニューヨーク州) - 北。
- フェアフィールド郡 (コネチカット州) - 東。
- ウエストチェスター郡 (ニューヨーク州) - 南。
- ロックランド郡 (ニューヨーク州) - 南西。
- オレンジ郡 (ニューヨーク州) - 西。

### 気候
パットナム郡は、ニューヨーク州の他の地域と同じように、湿潤大陸性気候である。冬は、冷たく乾燥した空気が、カナダやアメリカ内陸部から吹き付ける。夏は、メキシコ湾流によって暑く湿った気候となる。温帯低気圧は、しばしば郡にも影響を与える。冬には、ノーイースターにより、豪雪、豪雨、強風がもたらされる。夏には、バックドア寒冷前線が北から移動して、時々激しい豪雨がもたらされる。
| カーメルの最高・最低気温と月別平均降水量 |       |       |       |       |       |       |       |       |       |       |       |       |  |
| 町                                       | 1月   | 2月   | 3月   | 4月   | 5月   | 6月   | 7月   | 8月   | 9月   | 10月  | 11月  | 12月  |  |
| カーメル                                 | 33/16 | 38/19 | 48/27 | 60/37 | 71/48 | 78/57 | 82/62 | 81/60 | 74/53 | 62/42 | 49/32 | 38/22 |  |
| 町                                       | 1月   | 2月   | 3月   | 4月   | 5月   | 6月   | 7月   | 8月   | 9月   | 10月  | 11月  | 12月  |  |
| カーメル                                 | 3.58" | 3.10" | 4.06" | 4.44" | 4.33" | 4.11" | 5.07" | 4.09" | 4.72" | 4.12" | 4.42" | 3.86" |  |
| [ 19 ]                                   |       |       |       |       |       |       |       |       |       |       |       |       |  |

## 町と自治体
パットナム郡には、6つの町と3つの認められた村がある。市は存在しない。

### カーメル

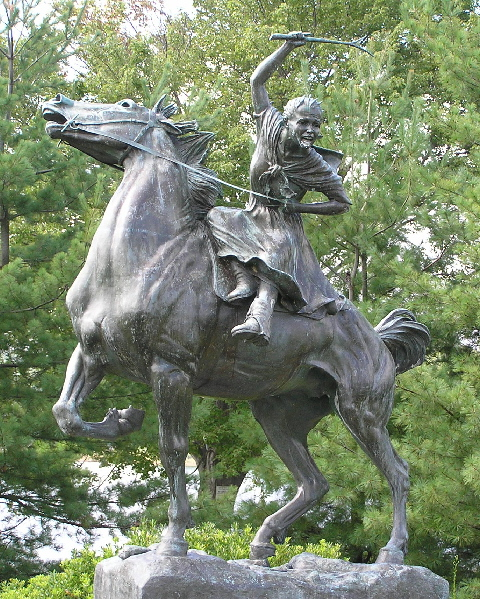
ニューヨーク州カーメルにあるシビル・ルディングトンの像

カーメルは、パットナム郡の郡庁所在地であり、人口は34,000人。カーメル町には、ハムレットのカーメル、カーメル・ヒルズ、フィールド・コーナーズ、ホプキンス・コーナーズ、マホーパック、マホーパック・フォールズ、セカー・コーナーズ、ティリー・フォスター、ウェスト・マホーパックを含み、パットナム郡の南端に沿っている。町は歴史的な裁判所及び高校で知られている。

### ケント
ケントは、町の北端に沿って位置する、人口14,000人の町である。ケント町は、ハムレットのレイク・カーメル、ケント・コーナーズ、ケント・ヒルズ、ルディングトンヴィルを含んでいる。カーメルとパターソンが1795年に分割した後、ケントはフレデリックスタウンの最後の区画となった。フレデリックスタウンは、1788年に設立された。

### パターソン
ペタ—ソンは、パットナム郡の北東部に位置し、人口は12,000人の町である。もともとフランクリンという名だったパターソンは、1795年に旧フレデリックスタウンから分割された。パターソンには、ハムレットのパターソン、バーナム・コーナーズ、キャンプ・ブレディ、フィールズ・コーナーズ、ハイネス・コーナーズ、ハヴィランド・ホロー、パットナム・レイク、ステインベック・コーナーズ、トーナーズ、ウェスト・パターソンが含まれる。

### フィリップスタウン

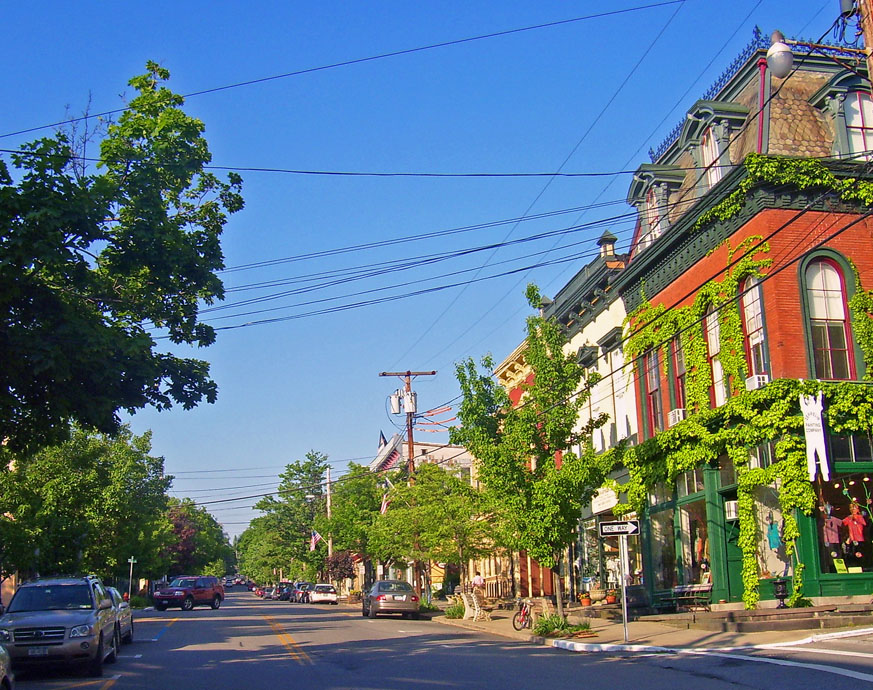
コールド・スプリングの洒落たメイン・ストリート。連邦承認歴史地区の一部である

フィリップスタウンは、パットナム郡の西端に沿って位置する、人口10,000人の町である。フィリップスタウンには、村やハムレットのコールド・スプリング、フォーソンヴィル、ガリソン、ガリソン・フォー・コーナーズ、グレンクライフ、マニトウ、マッキール・コーナーズ、ネルソンヴィル、ノース・ハイランド、ストーム・キング、コンチネンタル・ヴィレッジの北側を含んでいる。町は1788年に設立された。コールド・スプリングのハドソン川の向かい側には、ウェスト・ポイントが存在する。
町には、ガリソン、コールド・スプリング、マニトウというメトロノース鉄道ハドソン線の3つの駅がある。また、フィリップスタウンには、ガリソンのデスモンド＝フィッシュ図書館とコールド・スプリングのニューヨーク&ジュリア・バターフィールド図書館の、2つの公立図書館がある。

### サウスイースト
サウスイーストは、パットナム郡の南端に沿って位置する、人口18,000人の町である。町は、後にパットナム郡の一部となるもともとの3つの町の1つとして、1788年に設立された。この一部はパターソンの町となり、西側の土地が増えたので、1795年には、設立時から形が大きく変わっていた。町は、カーメルに次ぐパットナム郡で2番目に大きい町である。サウスイーストでは、州間高速道路684号線と84号線、州道22号線と312号線、アメリカ国道の6号線、202号線が交差している。メトロノース鉄道ハドソン線は、ブリュースター・ヴィレッジと、312号線近くのサウスイーストの、2つの駅を持っている。サウスイースト町には、ブリュースター村と、ハムレットのブリュースター・ハイツ、デーンズ・コーナーズ、デフォレスト・コーナーズ、ドリューヴィル・ハイツ、ダイクマンズ、ミルタウン、シアーズ・コーナーズ、ソドムが含まれる。

### パットナム・バレー
パットナム・バレーは、パットナム郡の南端に沿って位置する、人口11,000の町である。パトナム・バレー町には、ハムレットのアダムズ・コーナーズ、クリスチャン・コーナーズ、ギルバート・コーナーズ、レイク・ピークスキル、オスクワナ・コーナーズ、パットナム・バレー、トンプキンス・コーナーズ、サニー・ブロックが含まれる。パットナム・バレーは、クインシー町として1835年に設立され、翌年現在の名となった。町は、フィリップスタウンから分離してつくられた。パットナム・バレーには、クラレンス・ファーンストック州立公園があり、パットナム郡の多くと、ダッチェス郡のところどころをカバーしている。

### コールド・スプリング
コールド・スプリングは、フィリップスタウン町とネルソンヴィル村に囲まれた自治体である。

### ネルソンヴィル
ネルソンヴィルは、フィリップスタウン町とコールド・スプリング村に囲まれた自治体である。

### ブリュースター
ブリュースターは、サウスイースト町内の自治体である。

## 人口動態
以下は2000年国勢調査による人口統計データである。
| 基礎データ - 人口: 95,745人 - 世帯数: 32,703 世帯 - 家族数: 25,181 家族 - 人口密度: 160人/km2（414人/mi2） - 住居数: 35,030軒 - 住居密度: 58軒/km2（152軒/mi2） 人種別人口構成 - 白人: 93.9% - 黒人又はアフリカン・アメリカン: 1.6% - ネイティブ・アメリカン: 0.1% - アジア人: 1.2% - 太平洋諸島系: 0.1% - その他の人種: 1.7% - 混血: 1.4% - ヒスパニック・ラテン系: 6.2% 先祖による構成 - イタリア系 : 31.0% - アイルランド系 : 21.1% - ドイツ系：9.7% 言語による構成 - 英語：87.5% - スペイン語：5.2% - イタリア語：3.2% | 年齢別人口構成 - 18歳未満: 26.5% - 18-24歳: 6.3% - 25-44歳: 32.1% - 45-64歳: 25.6% - 65歳以上: 9.6% - 年齢の中央値: 37歳 - 性比（女性100人あたり男性の人口） - 総人口: 99.5 - 18歳以上: 97.3 世帯と家族（対世帯数） - 18歳未満の子供がいる: 38.9% - 結婚・同居している夫婦: 65.4% - 未婚・離婚・死別女性が世帯主: 8.3% - 非家族世帯: 23.0% - 単身世帯: 18.1% - 65歳以上の老人1人暮らし: 5.9% - 平均構成人数 - 世帯: 2.86人 - 家族: 3.27人 収入と家計 - 収入の中央値 - 世帯: 72,279米ドル - 家族: 82,197米ドル - 性別 - 男性: 53,295米ドル - 女性: 38,390米ドル - 人口1人あたり収入: 30,127米ドル - 貧困線以下 - 対人口: 4.4% - 対家族数: 2.7% - 18歳未満: 4.5% - 65歳以上: 7.0% |

## 教育
パットナム郡には、6つの公立学校区がある：ブリュースター、カーメル、ガリソン、ホールデン、マホーパック、パットナム・バレー。マホーパックは、5,000人を超える生徒を教育する4つの小学校、中学校、高等学校（生徒数1,600人）があり、パットナム郡最大である。
ライブラリー・システムは、8つの図書館から構成されている：ブリュースターのブリュースター公立図書館、ケントのケント公立図書館、カーメルのリード・メモリアル図書館、コールド・スプリングのジュリア・L・バターフィールド図書館、ガリソンのアリス・コーティス・デスモンドとハミルトン・フィッシュ図書館、マホーパックのマホーパック図書館、パターソンのパターソン図書館、パットナム・バレーのパットナム・バレー自由図書館。

## 交通

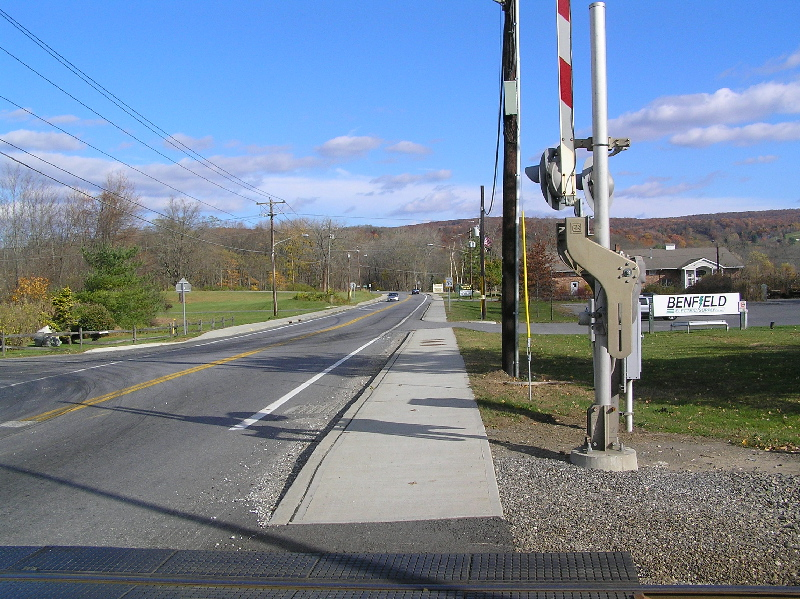
パットナム郡の311号線

パットナム郡には、2つの州間高速道路が走っている。東西に走る州間高速道路84号線は、ルディングトンヴィルの近くの北側から郡内に入り、コネチカット州都の境界へ向かって南東に走り、南へ向かう州間高速道路684号線へと接続する。タコニック・ステート・パークウェイは、パットナム郡の中央を南北に走る。郡の西部には、国道9号線がニューヨーク州道9D号線と平行して、ハドソン川沿いに南北方向に走っている。ニューヨーク州道22号線は、郡の東部を南北に走る。ニューヨーク州道301号線は、コールド・スプリングからカーメルまで東西に走る。短いニューヨーク州道403号線は、ガリソン近くで9号線及び9D号線に接続する。この地域の主な東西を結ぶ道路のうち3つは、郡の東部を横断している。ニューヨーク州道52号線は、州間高速道路84号線と並んで、ダッチェス郡からカーメルの南の国道6号線まで走っている。ブリュースターの東で、国道6号線は、国道202号線と統合し、州間高速道路と並んで同時に郡・州を離れる。
郡のハイウェイ管理局は、多くの郡道を維持しており、次の郡道では雪対策も行っている：ウェストチェスター郡からニューヨーク州道22号線までの国道6号線、国道202号線、パットナム郡内のニューヨーク州道6N号線全線、ニューヨーク州道9D号線のニューヨーク州道301号線からダッチェス郡まで、ニューヨーク州道52号線の南端からニューヨーク州道311号線まで、ニューヨーク州道164号線の全線、ニューヨーク州道301号線の全線。

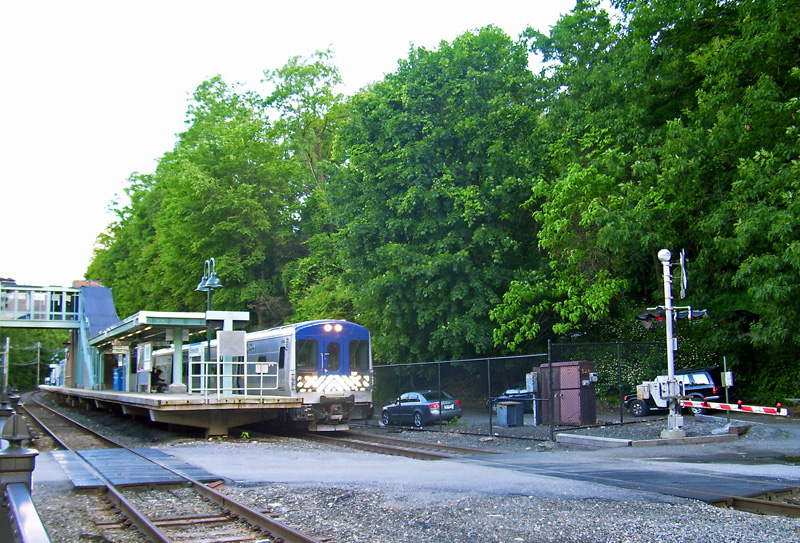
ブリュースター鉄道駅

郡にはまた、いくつかの鉄道が走っている。メトロノース鉄道のハーレム線とハドソン線は、パットナム郡を南北に走る。ハーレム線は、ブリュースター、サウスイースト、パターソンに停車する。ハドソン線は、マニトウ、ガリソン、コールド・スプリング、ブレークネック・リッジに停車する。アムトラックへの接続は、ウェストチェスター郡の北部にあるハドソン線の、クロトン・ハーモン駅の南、ダッチェス郡ポキプシー駅の北にある。
1958年5月まで、ブロンクスとブリュースターの間で運行する3番目の路線（ニューヨーク・アンド・パットナム鉄道）が郡内を走っていた。この路線は、他の路線と違って、グランド・セントラル駅への乗り入れがなく、利用者数が少なかった（ブロンクスでは必要だった）。貨物の取り扱い量も少なく、路線は1962年から1980年までの間に放棄された。鉄道跡は、サウス・カウンティ・トレイルウェイ、ノース・カウンティ・トレイルウェイ、パットナム郡トレイルウェイとして利用されている。

## 文化

### 名所
郡の名所には、次のようなものが含まれる。ケントにある荘嚴寺には、西半球で最大の仏陀の彫像があり、仏教史を専門とするアメリカ唯一の図書館である。ドナルド・J・トランプ州立公園は、パットナム、ウェストチェスター両郡に位置する面積436エーカー（1.76km2）の州立公園である。サンダー・リッジ・スキー場は、パターソンにある小さなスキーリゾートで、30本のコースト3本のリフトを備える。クラレンス・ファンストック州立公園は、クラレンス・ファンストックに因んで命名された、15kmのハイキング、散歩用トレイルを備える、面積14,000エーカー（57km2）の州立公園である。

### 出版
パットナム郡のニュースキャスターは、様々な話題を取り扱う「パットナム・カウンティ・ニュース・アンド・レコーダー」を利用している。この新聞はもともと、地域の話題を取り扱う、独立した新聞社だった。1866年に特大紙面（20インチ×17インチ）の「ザ・レコーダー」としてコールド・スプリングで公開された。2008年7月に、新聞の所有権がFOXニュースの会長であるロジャー・アイレスに移り、新しい出版者として彼の妻、エリザベスを載せている。社説には論争があり、それ以後、本質的に編集内容が変えられている。

## インフラストラクチャー
- パットナム郡は、大部分の電力をウェストチェスター郡のインディアン・ポイント・エネルギー・センターから得ている[47]。
- パットナム郡は、ニューヨーク市の水源となっており、貯水池やハドソン川から水を得ている。
- パットナム郡東部の主な病院には、カーメルのパットナム・ホスピタル・センターがある。西部では、主にダッチェス郡、ウェストチェスター郡の病院が利用される[48]。